# Erythroxylum echinodendron
Erythroxylum echinodendron är en tvåhjärtbladig växtart som beskrevs av Erik Leonard Ekman och Ignatz Urban. Erythroxylum echinodendron ingår i släktet Erythroxylum och familjen Erythroxylaceae. Inga underarter finns listade i Catalogue of Life.